# Ibidionini
Los ibidioninos (Ibidionini) son una  tribu de coleópteros polífagos crisomeloideos de la familia Cerambycidae.

## Géneros
Tiene los siguientes géneros:
Subtribu Compsina Martins, 1970: 883

| - Aneuthetochorus - Aphatum - Asynapteron - Cecaibidion - Cephaloplon - Cicatrion - Compsa - Corimbion | - Dodecaibidion - Engyum - Hadroibidion - Heterachthes - Heterocompsa - Hormathus - Kolonibidion - Kunaibidion - Microibidion | - Monzonia - Neocompsa - Opsibidion - Paracompsa - Pubescibidion - Pygmodeon - Stenoidion - Xalitla |

Subtribu Ibidionina Thomson 1860: 199

| - Bomaribidion - Brechmoidion - Coleroidion - Compsibidion - Cycnidolon | - Glomibidion - Ibidion - Megaceron - Neoctoplon - Neopotiatuca - Ophtalmibidion | - Palpibidion - Prothoracibidion - Rhysium - Sydax - Tetraopidion |

Subtribu Tropidina Martins, 1968: 331

| - Alcyopis - Diasporidion - Gnomibidion - Homaloidion - Megapedion | - Minibidion - Neotropidion - Opacibidion - Perissomerus | - Phocibidion - Psiloibidion - Smaragdion - Thoracibidion - Tropidion |